# Discobola caesarea
Discobola caesarea là một loài ruồi trong họ Limoniidae. Chúng phân bố ở miền Cổ bắc.